# دهادر
دهادر (به انگلیسی: Dhadar) یک منطقهٔ مسکونی در پاکستان است که در ناحیه کچهی واقع شده‌است. دهادر ۱۳۲ متر بالاتر از سطح دریا واقع شده‌است.